# The Currents of Space
The Currents of Space é um livro de ficção científica escrito por Isaac Asimov e publicado em 1952.
É primeiro romance sobre o Império. O Planeta Florina é explorado pelos nobres do planeta Sark. Um terráqueo acaba se metendo no meio da briga, tomando o partido dos Florinenses. 
Depois de ser submetido a uma sonda mental, o terráqueo perde completamente a memória, sendo recolocado em Florina, e cuidado por eles, tendo que reaprender a comer, a andar, falar etc. Com o tempo, porém, sua memória vai aos poucos voltando.
Aparecem também os agentes de Trantor, que principiava a construir o futuro império galáctico.